# Teorema de equipartición
En física estadística y física clásica, el teorema de equipartición es una fórmula general que relaciona la temperatura de un sistema con su energía media. El teorema de equipartición también se conoce como la ley de equipartición, equipartición de la energía, o simplemente equipartición. La idea central de la equipartición es que, en equilibrio térmico, la energía se reparte en partes iguales entre sus varias formas; por ejemplo, la energía cinética promedio en un movimiento de traslación de una molécula debe ser igual a la energía cinética promedio en su movimiento de rotación.
De la aplicación del teorema de equipartición surgen predicciones cuantitativas. Al igual que el teorema de virial, da las energías cinética y potencial totales del sistema a una temperatura dada, a partir de la cual es posible calcular la capacidad calórica del sistema. Sin embargo, equipartición también da los valores promedio de los componentes individuales de la energía, tal como la energía cinética de una partícula específica o la energía potencial de un resorte aislado. Por ejemplo, el teorema predice que cada molécula en un gas ideal posee una energía cinética promedio de (3/2)kBT en equilibrio térmico, donde kB es la constante de Boltzmann y T es la temperatura. En forma más general, puede ser aplicado a cualquier sistema clásico en equilibrio térmico, no importa cuán complejo sea el mismo. El teorema de equipartición puede ser utilizado para derivar la ley de los gases ideales en física clásica , y la ley de Dulong-Petit para los calores específicos de los sólidos. También puede ser utilizado para predecir las propiedades de las estrellas, aún las enanas blancas y estrellas de neutrones, dado que su validez se extiende a situaciones en las que existan efectos relativistas. 
A pesar de que el teorema de equipartición realiza predicciones muy precisas en ciertas circunstancias, esto no es así cuando los efectos cuánticos son relevantes. La equipartición es válida solo cuando la energía térmica kBT es mucho mayor que el espaciamiento entre los niveles de energía cuánticos. Cuando la energía térmica es menor que el espaciamiento entre niveles de energía cuánticos en un grado de libertad en particular, la energía promedio y la capacidad calórica de este grado de libertad son menores que los valores predichos por la equipartición. Se dice que dicho grado de libertad está «congelado». Por ejemplo, el calor específico de un sólido disminuye a bajas temperaturas dado que varios tipos de movimientos se congelan, en lugar de permanecer constantes como predice la equipartición. Estas reducciones en los calores específicos fueron los primeros síntomas que notaron los físicos del siglo XIX en el sentido que la física clásica era incorrecta y que era necesario avanzar en el desarrollo de nuevas teorías físicas. La falla de la equipartición en el campo de la radiación electromagnética — también conocida como catástrofe ultravioleta — indujo a Albert Einstein a sugerir que la luz exhibe un comportamiento dual: como onda y como fotones, una hipótesis revolucionaria que impulsó el desarrollo de la mecánica cuántica y la teoría cuántica de campos.

## Concepto básico y ejemplos simples

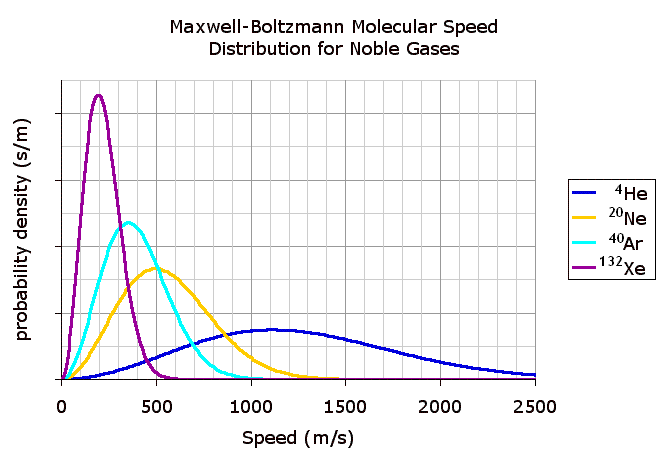
Figura 2. Funciones de densidad de probabilidad de la velocidad molecular de cuatro gases nobles a una temperatura de 298.15 K (25 °C). Los cuatro gases son helio (^{4}He), neón (^{20}Ne), argón (^{40}Ar) y xenón (^{132}Xe); los superíndices indican su número másico. Estas funciones de densidad de probabilidad tienen dimensiones de probabilidad por la inversa de la velocidad; dado que la probabilidad es adimensional, las mismas se expresan en unidades de segundos por metro.

El vocablo «equipartición» significa «compartir por igual». El concepto original de la equipartición era que la energía cinética total de un sistema es compartida en partes iguales entre todas las partes independientes, en promedio, una vez que el sistema ha alcanzado el equilibrio térmico. La equipartición también hace predicciones cuantitativas de dichas energías. Por ejemplo, predice que cada átomo de un gas noble, en equilibrio térmico a temperatura T, tiene una energía cinética translacional promedio de (3/2)kBT, donde kB es la constante de Boltzmann. Por lo tanto, para una misma temperatura, los átomos más pesados del xenón tendrán una menor velocidad promedio que la que tendrán los átomos de helio que son más livianos. La Figura 2 muestra la distribución de Maxwell–Boltzmann para las velocidades de los átomos en los cuatro gases nobles.
Es importante destacar en este ejemplo, que la energía cinética depende en forma cuadrática con la velocidad. El teorema de equipartición muestra que en equilibrio térmico, todo grado de libertad (como por ejemplo, una componente de la posición o velocidad de una partícula) que posee solo una dependencia cuadrática en la energía posee una energía promedio de ½kBT y por lo tanto contribuye ½kB a la capacidad térmica del sistema. Esto posee numerosas aplicaciones.

### Energía de traslación y gases ideales
La energía cinética (newtoniana o clásica) de una partícula de masa m y velocidad v está dada por la expresión:
{\displaystyle H^{\mathrm {kin} }={\tfrac {1}{2}}m|\mathbf {v} |^{2}={\tfrac {1}{2}}m\left(v_{x}^{2}+v_{y}^{2}+v_{z}^{2}\right),}
donde vx, vy y vz son las componentes cartesianas de la velocidad v. H es el hamiltoniano, y por lo tanto será utilizado como símbolo de la energía dado que la mecánica de Hamilton juega un rol destacado en la forma más general del teorema de equipartición.
Como la energía cinética es cuadrática con las componentes de la velocidad, al equipartir estas tres componentes, cada una contribuye con ½kBT a la energía cinética promedio en equilibrio térmico. Por lo tanto la energía cinética de la partícula es (3/2)kBT, como en el caso del ejemplo de los gases nobles discutido previamente.
En forma más general, en un gas ideal, la energía total consiste exclusivamente de energía cinética de traslación: ya que se asume que las partículas no poseen grados internos de libertad y se mueven en forma independiente unas de otras. La equipartición por lo tanto predice que la energía total promedio de un gas ideal con N partículas es (3/2) N kBT.
Por lo tanto la capacidad calorífica de un gas es (3/2) N kB y la capacidad calórica de un mol de las partículas de dicho gas es (3/2)NAkB=(3/2)R, donde NA es el número de Avogadro y R es la constante de los gases. Como R ≈ 2 cal/(mol·K), la equipartición predice que la capacidad calorífica molar de un gas ideal es aproximadamente 3 cal/(mol·K). Esta predicción ha sido confirmada por experimentos.
La energía cinética promedio también permite calcular la raíz de la velocidad cuadrática media vrms de las partículas de gas, como:
{\displaystyle v_{\mathrm {rms} }={\sqrt {\langle v^{2}\rangle }}={\sqrt {\frac {3k_{B}T}{m}}}={\sqrt {\frac {3RT}{M}}},}
donde M = NAm es la masa de un mol de partículas de gas. Este resultado es muy útil para aplicaciones tales como la Ley de Graham de difusión, de la cual se deriva un método para enriquecer uranio.

### Energía rotacional y rodado de moléculas en solución
Un ejemplo similar es el caso de una molécula que rota y cuyos  momentos de inercia principales son I1, I2 y I3. La energía rotacional de dicha molécula está dada por:
{\displaystyle H^{\mathrm {rot} }={\tfrac {1}{2}}(I_{1}\omega _{1}^{2}+I_{2}\omega _{2}^{2}+I_{3}\omega _{3}^{2}),}
donde ω1, ω2, y ω3 son las componentes de la velocidad angular. Siguiendo un razonamiento similar al utilizado en el caso de traslación, la equipartición implica que en equilibrio térmico la energía promedio de rotación de cada partícula es (3/2)kBT. En forma similar, el teorema de equipartición permite calcular la velocidad angular promedio (más precisamente, la raíz del promedio cuadrático) de las moléculas.
El rodado de las moléculas rígidas — o sea, las rotaciones aleatorias de moléculas en solución — juega un rol destacado en la relajación observada por medio de  resonancia magnética nuclear, particularmente Resonancia Magnética Nuclear (RMN) de proteínas y acoplamiento dipolar residual.  La difusión rotacional puede también ser observada mediante otras técnicas biofísicas tales como anisotropía fluorescente, birrefringencia de flujo y espectroscopia dieléctrica.

### Energía potencial y osciladores armónicos
La equipartición se aplica tanto a la energía potencial como a la energía cinética: ejemplo importante de esto son los  osciladores armónicos tales como un resorte, que tiene una energía potencial cuadrática:
{\displaystyle H^{\mathrm {pot} }={\tfrac {1}{2}}aq^{2},\,}
donde la constante a (llamada constante del resorte)  describe la dureza del resorte y q es la desviación respecto a la posición de equilibrio. Si dicho sistema unidimensional posee una masa m, entonces su energía cinética Hkin es ½mv2 = p2/2m, con v y p = mv la velocidad y el momento del oscilador respectivamente. Combinando esos términos se obtiene la energía total:
{\displaystyle H=H^{\mathrm {kin} }+H^{\mathrm {pot} }={\frac {p^{2}}{2m}}+{\frac {1}{2}}aq^{2}.}
La equipartición por lo tanto implica que en equilibrio térmico, el oscilador posee una energía promedio:
{\displaystyle \langle H\rangle =\langle H^{\mathrm {kin} }\rangle +\langle H^{\mathrm {pot} }\rangle ={\tfrac {1}{2}}k_{B}T+{\tfrac {1}{2}}k_{B}T=k_{B}T,}
donde los corchetes angulares {\displaystyle \left\langle \ldots \right\rangle } representan el promedio de la cantidad contenida entre ellos.
Este resultado es válido para todo tipo de oscilador armónico, tal como un péndulo, una molécula que vibra o un oscilador electrónico pasivo. Existen numerosos sistemas que contienen este tipo de osciladores; mediante la equipartición, cada uno de estos osciladores recibe una energía promedio total kBT y por lo tanto contribuye kB a la capacidad calórica del sistema. Esta última relación puede ser usada para obtener la fórmula para el  ruido de Johnson–Nyquist o "ruido térmico" y la Ley de Dulong-Petit para la capacidad calorífica molar de los sólidos. Esta última aplicación fue especialmente relevante en la historia de la equipartición.

### Calor específico de sólidos
Una aplicación importante del teorema de equipartición es en el cálculo de la capacidad calórica de un sólido cristalino. Cada átomo en este tipo de sólido puede oscilar en tres direcciones independientes, por lo que se puede pensar al sólido como un sistema de 3N osciladores armónicos simples independientes, donde N es el número de átomos en la red. Dado que cada oscilador armónico tiene una energía promedio kBT, la energía total promedio del sólido es 3NkBT, y su capacidad calórica es 3NkB.  
Tomando el número de Avogadro NA, y utilizando la relación R = NAkB entre la constante de los gases R y la constante de Boltzmann kB, se encuentra una explicación para la ley de Dulong-Petit sobre las capacidades caloríficas molares de los sólidos, que establece que la capacidad calorífica por mol de átomos en la red es 3R ≈ 6 cal/(mol·K).
Sin embargo, esta ley no reproduce los datos experimentales a bajas temperaturas, debido a la presencia de efectos cuánticos; también es inconsistente con la tercera ley de la termodinámica, de acuerdo a la cual la capacidad calorífica molar de toda substancia debe tender a cero cuando la temperatura se acerca al cero absoluto.  Una teoría más precisa, que incorpora efectos cuánticos, fue desarrollada por Albert Einstein (1907) y Peter Debye (1911).
Es posible representar otros numerosos sistemas físicos como conjuntos de  osciladores acoplados. Los movimientos de estos osciladores se pueden descomponer en modos normales, similares a los modos de vibración de una cuerda de piano o la resonancias de un tubo de órgano. Por otra parte, la equipartición no es correcta en dichos sistemas, porque no existe intercambio de energía entre los modos normales. En un caso extremo, los modos son independientes y por lo tanto sus energías se conservan en forma independiente. Esto muestra que algún tipo de mezclado de energías, llamado ergodicidad, es importante para que sea válida la ley de equipartición.

### Sedimentación de partículas
La energía potencial no siempre posee una dependencia cuadrática con respecto a la posición. Sin embargo, el teorema de equipartición también demuestra que si un grado de libertad x contribuye solo en una fracción xs (para un número real fijo s) a la energía, entonces la energía promedio en equilibrio térmico de esa parte es kBT/s.
Esta extensión posee una aplicación en el estudio de sedimentación de partículas bajo acción de la fuerza de gravedad.  Por ejemplo, la neblina u opacidad que a veces se observa en la cerveza puede ser causada por aglutinaciones de proteínas que dispersan la luz. Al transcurrir el tiempo, estas aglutinaciones se desplazan hacia abajo por efecto de la fuerza de gravedad, produciendo un incremento de la neblina cerca de la zona inferior de la botella comparada con la zona superior. Sin embargo, mediante un proceso que opera en dirección contraria, las partículas también  difunden en sentido ascendente hacia la parte superior de la botella. Una vez que se alcanza el equilibrio, el teorema de equipartición puede ser utilizado para determinar la posición promedio de una aglutinación particular de masa flotante mf. Para el caso de una botella de cerveza de altura infinita, la energía potencial gravitacional es: 
{\displaystyle H^{\mathrm {grav} }=m_{f}gz\,,}
donde z es la altura de la aglutinación de proteínas en la botella y g es la  aceleración de la gravedad. Dado que s=1, la energía potencial promedio de una aglutinación de proteínas es kBT. Por lo tanto, una aglutinación de proteínas con una masa flotante de 10 MDa (aproximadamente del tamaño de un virus) produciría una neblina con una altura promedio de aproximadamente 2 cm en equilibrio. El proceso de sedimentación hasta que se establece el equilibrio es descripto por la ecuación de Mason-Weaver.

## Historia
Este artículo utiliza la unidad cal/(mol·K) para el calor específico molar en lugar de la del SI, porque permite obtener mayor precisión en magnitudes de una sola cifra.
Para obtener una conversión aproximada a J/(mol·K), la unidad correspondiente en el SI, hay que multiplicar 4.2 J/cal a estos valores.
La equipartición de la energía cinética fue propuesta inicialmente en 1843, y en forma más acabada en 1845, por John James Waterston. 
  En 1859, James Clerk Maxwell postula que la energía cinética calórica de un gas estaba dividida en partes iguales entre la energía lineal y rotacional.  En 1876, Ludwig Boltzmann expandió su principio demostrando que la energía promedio estaba repartida en partes iguales entre todas las componentes independientes de movimiento de un sistema. Boltzmann aplicó el teorema de equipartición para desarrollar una explicación teórica de la ley de Dulong–Petit sobre la capacidad calorífica específica de los sólidos.

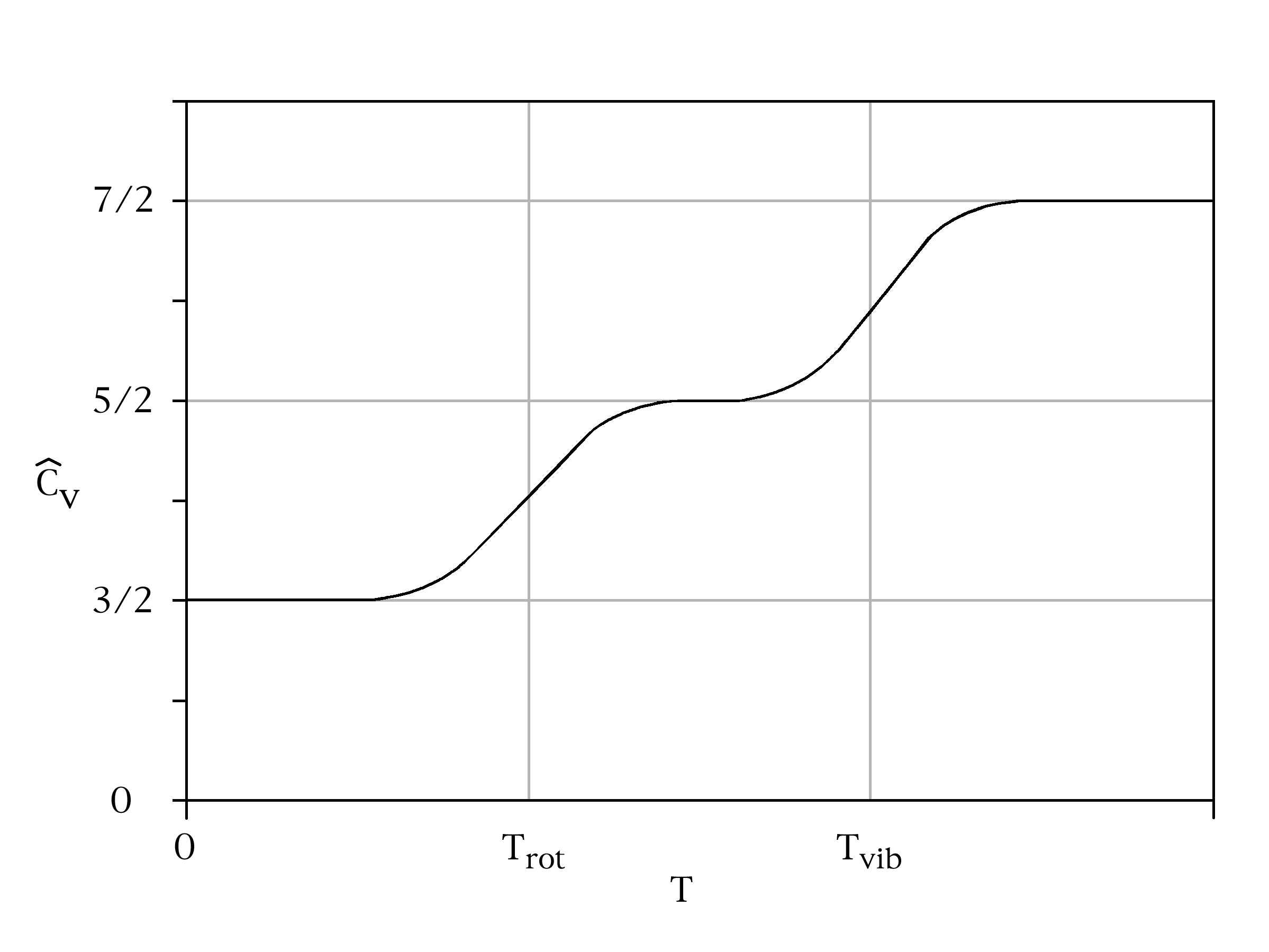
Figura 4. Diagrama esquemático del calor específico molar de un gas diatómico en función de la temperatura. Coincide con el valor (7/2)R predicho por la equipartición a altas temperaturas (donde R es la constante de los gases ideales), pero disminuye a (5/2)R y luego a (3/2)R a bajas temperaturas, en la medida que los modos de movimiento de vibración y rotación se «congelan». La falla en el teorema de equipartición condujo a una paradoja que solo pudo ser resuelta mediante la mecánica cuántica. Para la mayoría de las moléculas, la temperatura de transición T_{rot} es mucho menor que la temperatura ambiente, mientras que T_{vib} puede ser unas diez veces mayor o más. Un ejemplo es el monóxido de carbono, CO, para el cual T_{rot} ≈ 2.8 K y T_{vib} ≈ 3103 K. Para moléculas con fuerzas de unión entre átomos muy débiles o muy fuertes, T_{vib} puede ser cercana a la temperatura ambiente (aproximadamente 300 K); por ejemplo, T_{vib} ≈ 308 K para el gas de iodo, I_{2}.

La historia del teorema de equipartición está entrelazada con la de la capacidad calorífica molar, ambas fueron estudiadas durante el siglo XIX. En 1819, los franceses Pierre Louis Dulong y Alexis Thérèse Petit descubren que los calores específicos molares de los sólidos a temperatura ambiente eran casi idénticos, unos 6 cal/(mol·K).   Esta ley fue utilizada por muchos años como la técnica para medir masa atómica. Sin embargo, estudios posteriores por James Dewar y Heinrich Friedrich Weber mostraron que la ley de Dulong-Petit sólo es válida a altas temperaturas; a bajas temperaturas, o para sólidos excepcionalmente duros tales como el diamante, el calor específico era menor.
Mediciones experimentales del calor específico de los gases también despertó dudas respecto a la validez del teorema de equipartición. El teorema predice que la capacidad calorífica molar de gases monoatómicos simples debería ser de unos 3 cal/(mol·K), mientras que el de gases diatómicos debería ser de unos 7 cal/(mol·K). 
Esta predicción fue confirmada mediante experimentos, aunque se encontró que las capacidades caloríficas molares de gases diatómicos poseen valores próximos a 5 cal/(mol·K), que desciende a unos  3 cal/(mol·K) a muy bajas temperaturas. Maxwell observó en 1875 que la discrepancia entre los experimentos y el teorema de equipartición era aún peor que lo que sugieren estos valores; dado que los átomos están formados por partículas, sería de esperar que la energía calórica contribuye también a aumentar el movimiento de estas partes internas, haciendo que los calores específicos predichos para gases monoatómicos y diatómicos fueran más grandes que  3 cal/(mol·K) y 7 cal/(mol·K), respectivamente.
Una tercera discrepancia es el valor del calor específico de los metales.  De acuerdo al modelo clásico de Drude, los electrones metálicos se comportan en forma similar a un gas casi ideal, y por lo tanto deberían contribuir con (3/2) Ne kB a la capacidad calorífica según el teorema de equipartición, donde Ne es el número de electrones. Sin embargo, se ha comprobado experimentalmente que los electrones contribuyen en muy pequeña medida a la capacidad calorífica: las capacidades caloríficas de muchos materiales conductores y aislantes son prácticamente iguales.
Se propusieron varias explicaciones para la falla del teorema de equipartición en reproducir las capacidades caloríficas molares.  Boltzmann defendía su teorema de equipartición ya que consideraba su deducción era correcta, pero era de la opinión que tal vez los gases no se encontraban en equilibrio térmico a causa de su interacción con el éter. Lord Kelvin, en cambio, pensaba que la deducción del teorema de equipartición debía contener un error, dado que no estaba de acuerdo con lo observado en los experimentos, aunque no era capaz de mostrar cuál era la causa. Lord Rayleigh, en cambio, lanzó la idea que el teorema de equipartición y la suposición sobre equilibrio térmico eran ambos correctos; para resolver el problema, postuló la necesidad de contar con un principio nuevo que proveyera una "salida a la simplicidad destructiva" del teorema de equipartición. Albert Einstein encontró dicha solución, al mostrar en 1907 que estas anomalías en el calor específico se debían a efectos cuánticos, específicamente la cuantización de la energía en los modos elásticos del sólido. Einstein utilizó la falla del teorema de equipartición para abogar por la necesidad de contar con una nueva teoría cuántica de la materia.  Las mediciones experimentales realizadas por Nernst en 1910 sobre calores específicos a bajas temperatura sirvieron de respaldo a la teoría de Einstein, lo cual condujo a la aceptación amplia de la teoría cuántica entre los físicos.

## Formulación general del teorema de equipartición
La forma más general del teorema de equipartición establece que bajo suposiciones adecuadas (ver párrafos subsiguientes), un sistema físico con una función de energía  hamiltoniana H y grados de libertad  xn, satisface la siguiente fórmula de equipartición en equilibrio térmico para todos los índices m y n:
{\displaystyle \!{\Bigl \langle }x_{m}{\frac {\partial H}{\partial x_{n}}}{\Bigr \rangle }=\delta _{mn}k_{B}T.}
Donde δmn es la delta de Kronecker, que toma el valor de uno si m=n y es cero en todos los otros casos. Los paréntesis  {\displaystyle \left\langle \ldots \right\rangle } se pueden referir tanto a un promedio en un período prolongado de tiempo de un sistema, o más comúnmente al promedio en el espacio de fase del ensemble average. Las suposiciones de  ergodicidad que están implícitas en el teorema implican que estos dos tipos de promedio coinciden, y por lo tanto ambos han sido utilizados para calcular las energías internas de sistemas físicos complejos.
El teorema general de equipartición vale tanto para la colectividad microcanónica, cuando la energía total del sistema es constante, como para la colectividad canónica, cuando el sistema está acoplado a un baño térmico con el cual intercambia energía. La expresión para la fórmula general es presentada en secciones posteriores de este artículo.
La fórmula general es equivalente a las siguientes expresiones:
1. {\displaystyle {\Bigl \langle }x_{n}{\frac {\partial H}{\partial x_{n}}}{\Bigr \rangle }=k_{B}T}   para todo n.
2. {\displaystyle {\Bigl \langle }x_{m}{\frac {\partial H}{\partial x_{n}}}{\Bigr \rangle }=0}   para todo m≠n.

Si un grado e libertad xn aparece solo como un término cuadrático anxn2 en el hamiltoniano H, entonces la primera fórmula implica que:
{\displaystyle k_{B}T={\Bigl \langle }x_{n}{\frac {\partial H}{\partial x_{n}}}{\Bigr \rangle }=2\langle a_{n}x_{n}^{2}\rangle ,}
que es el doble de la contribución que este grado de libertad aporta a la energía promedio  {\displaystyle \langle H\rangle }. Por lo tanto el teorema de equipartición para sistemas con energías cuadráticas es fácilmente deducible a partir de la fórmula general. Un argumento similar se aplica a las energías de la forma anxns, donde el 2 es remplazado por s.
Los grados de libertad xn son coordenadas en el espacio de fase del sistema y por lo tanto se las divide por lo general en coordenadas de posición generalizada qk y coordenadas de momento generalizadas pk, donde pk es el momento conjugado to qk. En este caso, la fórmula 1 significa que para todo k,
{\displaystyle {\Bigl \langle }p_{k}{\frac {\partial H}{\partial p_{k}}}{\Bigr \rangle }={\Bigl \langle }q_{k}{\frac {\partial H}{\partial q_{k}}}{\Bigr \rangle }=k_{B}T.}
Utilizando las ecuaciones de la mecánica hamiltoniana, resultan las siguientes fórmulas:
{\displaystyle {\Bigl \langle }p_{k}{\frac {dq_{k}}{dt}}{\Bigr \rangle }=-{\Bigl \langle }q_{k}{\frac {dp_{k}}{dt}}{\Bigr \rangle }=k_{B}T.}
La fórmula 2 establece que los promedios:
{\displaystyle {\Bigl \langle }q_{j}{\frac {\partial H}{\partial q_{k}}}{\Bigr \rangle },\quad {\Bigl \langle }q_{j}{\frac {\partial H}{\partial p_{k}}}{\Bigr \rangle },\quad {\Bigl \langle }p_{j}{\frac {\partial H}{\partial p_{k}}}{\Bigr \rangle },\quad {\Bigl \langle }p_{j}{\frac {\partial H}{\partial q_{k}}}{\Bigr \rangle },\quad {\Bigl \langle }q_{k}{\frac {\partial H}{\partial p_{k}}}{\Bigr \rangle },}   and   {\displaystyle {\Bigl \langle }p_{k}{\frac {\partial H}{\partial q_{k}}}{\Bigr \rangle }}
son todos cero para  j≠k.

### Relación con el teorema de virial
El teorema general de equipartición es una extensión del teorema de virial (propuesto en  1870), que establece que:
{\displaystyle {\Bigl \langle }\sum _{k}q_{k}{\frac {\partial H}{\partial q_{k}}}{\Bigr \rangle }={\Bigl \langle }\sum _{k}p_{k}{\frac {\partial H}{\partial p_{k}}}{\Bigr \rangle }={\Bigl \langle }\sum _{k}p_{k}{\frac {dq_{k}}{dt}}{\Bigr \rangle }=-{\Bigl \langle }\sum _{k}q_{k}{\frac {dp_{k}}{dt}}{\Bigr \rangle },}
donde t es el  tiempo.  Dos diferencias importantes son que el teorema del virial relaciona a) entre sí promedios sumados en lugar de promedios individuales, y b) no los asocia con la temperatura T. Otra diferencia es que en las derivaciones tradicionales del teorema de virial se utilizan promedios en el tiempo, mientras que aquellas que se basan en el teorema de equipartición usan promedios sobre el espacio de fase.

## Aplicaciones

### Ley de los gases ideales
Los gases ideales dan un ejemplo importante de aplicación del teorema de equipartición. La fórmula en dicho caso resulta ser:
{\displaystyle {\begin{aligned}\langle H^{\mathrm {kin} }\rangle &={\frac {1}{2m}}\langle p_{x}^{2}+p_{y}^{2}+p_{z}^{2}\rangle ={\frac {1}{2m}}{\biggl (}\langle p_{x}^{2}\rangle +\langle p_{y}^{2}\rangle +\langle p_{z}^{2}\rangle {\biggr )}={\frac {1}{2}}{\biggl (}\langle {\frac {p_{x}^{2}}{m}}\rangle +\langle {\frac {p_{y}^{2}}{m}}\rangle +\langle {\frac {p_{z}^{2}}{m}}\rangle {\biggr )}\\&={\frac {1}{2}}{\biggl (}{\Bigl \langle }p_{x}{\frac {\partial H^{\mathrm {kin} }}{\partial p_{x}}}{\Bigr \rangle }+{\Bigl \langle }p_{y}{\frac {\partial H^{\mathrm {kin} }}{\partial p_{y}}}{\Bigr \rangle }+{\Bigl \langle }p_{z}{\frac {\partial H^{\mathrm {kin} }}{\partial p_{z}}}{\Bigr \rangle }{\biggr )}={\frac {3}{2}}k_{B}T\end{aligned}}}
para la energía cinética media de una partícula, el teorema de equipartición puede ser utilizado para obtener la ley de gases ideales de la mecánica clásica. Si q = (qx, qy, qz) y p = (px, py, pz) son los vectores de posición y de momento (cantidad de movimiento) de una partícula del gas, y  
F es la fuerza neta sobre la partícula, entonces:
{\displaystyle {\begin{aligned}\langle \mathbf {q} \cdot \mathbf {F} \rangle &={\Bigl \langle }q_{x}{\frac {dp_{x}}{dt}}{\Bigr \rangle }+{\Bigl \langle }q_{y}{\frac {dp_{y}}{dt}}{\Bigr \rangle }+{\Bigl \langle }q_{z}{\frac {dp_{z}}{dt}}{\Bigr \rangle }\\&=-{\Bigl \langle }q_{x}{\frac {\partial H}{\partial q_{x}}}{\Bigr \rangle }-{\Bigl \langle }q_{y}{\frac {\partial H}{\partial q_{y}}}{\Bigr \rangle }-{\Bigl \langle }q_{z}{\frac {\partial H}{\partial q_{z}}}{\Bigr \rangle }=-3k_{B}T,\end{aligned}}}
donde la primera igualdad es la segunda ley de Newton, y la segunda línea utiliza las ecuaciones de Hamilton y la fórmula de equipartición. Sumando sobre el sistema de N partículas, se  obtiene:
{\displaystyle 3Nk_{B}T=-{\biggl \langle }\sum _{k=1}^{N}\mathbf {q} _{k}\cdot \mathbf {F} _{k}{\biggr \rangle }.}
Por la tercera ley de Newton y la hipótesis de gas ideal, la fuerza neta sobre el sistema es la fuerza ejercida por las paredes del contenedor, y esta fuerza está dada por la presión  P del gas. Por lo tanto:
{\displaystyle -{\biggl \langle }\sum _{k=1}^{N}\mathbf {q} _{k}\cdot \mathbf {F} _{k}{\biggr \rangle }=P\oint _{\mathrm {superficie} }\mathbf {q} \cdot \mathbf {dS} ,}
donde dS es el elemento infinitesimal de área sobre las paredes del contenedor. Dado que la divergencia del vector posición  q es:
{\displaystyle {\boldsymbol {\nabla }}\cdot \mathbf {q} ={\frac {\partial q_{x}}{\partial q_{x}}}+{\frac {\partial q_{y}}{\partial q_{y}}}+{\frac {\partial q_{z}}{\partial q_{z}}}=3,}
Aplicando el teorema de la divergencia resulta que:
{\displaystyle P\oint _{\mathrm {superficie} }\mathbf {q} \cdot \mathbf {dS} =P\int _{\mathrm {volumen} }\left({\boldsymbol {\nabla }}\cdot \mathbf {q} \right)dV=3PV,}
donde dV es un volumen infinitesimal dentro del contenedor y V es el volumen total del contenedor.
Agrupando estas igualdades, se obtiene:
{\displaystyle 3Nk_{B}T=-{\biggl \langle }\sum _{k=1}^{N}\mathbf {q} _{k}\cdot \mathbf {F} _{k}{\biggr \rangle }=3PV,}
lo cual inmediatamente implica la ley de gases ideales para N partículas:
{\displaystyle PV=Nk_{B}T=nRT,\,}
donde n=N/NA es el número de mol de  gas y R=NAkB es la constante de los gases ideales.

### Gases diatómicos
Un gas diatómico puede ser representado como dos masas, m1 y m2, unidas por un resorte con rigidez a, lo que se denomina la aproximación del oscilador armónico de rotor rígido.  La energía clásica de este sistema es:
{\displaystyle H={\frac {\left|\mathbf {p} _{1}\right|^{2}}{2m_{1}}}+{\frac {\left|\mathbf {p} _{2}\right|^{2}}{2m_{2}}}+{\frac {1}{2}}aq^{2},}
donde p1 y p2 son los momentos de los dos átomos, y q es la desviación respecto a su valor de equilibrio de la distancia de separación  inter-atómica.  Cada grado de libertad de la energía es cuadrático y, por lo tanto debe contribuir con ½kBT a la energía total promedio, y ½kB a la capacidad calórica. Por lo tanto, el modelo predice que la capacidad calórica de un gas con N moléculas diatómicas es7N · ½kB: cada uno de los momentos p1 y p2 contribuyen con tres grados de libertad, y la extensión q contribuye con el séptimo. De donde se deduce que la capacidad calorífica de un mol de moléculas diatómicas sin otros grados adicionales de libertad debería ser (7/2)NAkB=(7/2)R y, por lo tanto la capacidad calórica predicha debe ser aproximadamente 7 cal/(mol·K).  Sin embargo, los valores medidos en laboratorio de las capacidades caloríficas de gases diatómicos son típicamente unos 5 cal/(mol·K) y descienden a 3 cal/(mol·K) a muy bajas temperaturas.  Esta falta de acuerdo entre la predicción del teorema de equipartición y el valor experimental de la capacidad calórica molar no puede ser explicado utilizando un modelo más complejo de la molécula, dado que agregar más grados de libertad colo puede aumentar el calor específico predicho, nunca reducirlo.  Esta discrepancia fue evidencia fundamental para demostrar la necesidad de desarrollar una teoría cuántica de la materia.

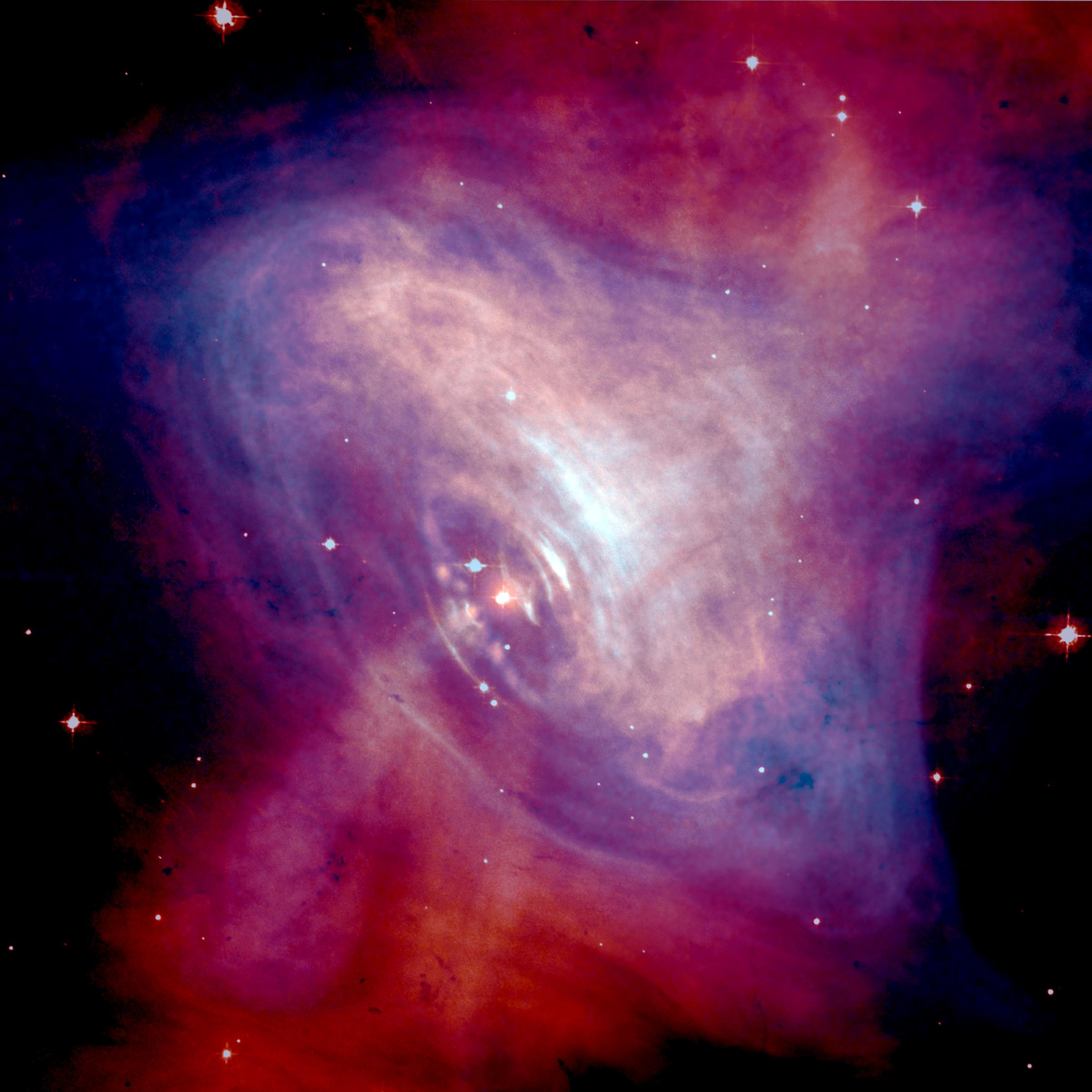
Figura 6. Imagen de la Nebulosa del Cangrejo, combinación de las imágenes de rayos X y ópticas. En el centro de la nebulosa se ubica una estrella de neutrones que rota rápidamente y que posee una masa que es una vez y media la masa del Sol pero con un diámetro de solo 25 km (aproximadamente el tamaño de Madrid). El teorema de equipartición permite predecir las propiedades de dicho tipo de estrellas de neutrones.

### Gases ideales extremadamente relativísticos
La equipartición fue utilizada para encontrar la ley de los gases ideales clásica a partir de conceptos de mecánica newtoniana.  Sin embargo, los efectos relativistas se vuelven más dominantes en sistemas como las enanas blancas y las estrellas de neutrones, y las ecuaciones de los gases ideales deben ser modificadas. El teorema de equipartición ofrece una forma útil para derivar las leyes para el caso de un gas ideal extremadamente relativista.  En estos casos, la energía cinética de una partícula está dada por la fórmula:
{\displaystyle H^{\mathrm {kin} }\approx cp=c{\sqrt {p_{x}^{2}+p_{y}^{2}+p_{z}^{2}}}.}
Realizando la derivada de H con respecto a la componente px del momento se obtiene la fórmula:
{\displaystyle p_{x}{\frac {\partial H^{\mathrm {kin} }}{\partial p_{x}}}=c{\frac {p_{x}^{2}}{\sqrt {p_{x}^{2}+p_{y}^{2}+p_{z}^{2}}}}}
y en forma similar para los componentes py y pz. Sumando los tres componentes resulta:
{\displaystyle {\begin{aligned}\langle H^{\mathrm {kin} }\rangle &={\biggl \langle }c{\frac {p_{x}^{2}+p_{y}^{2}+p_{z}^{2}}{\sqrt {p_{x}^{2}+p_{y}^{2}+p_{z}^{2}}}}{\biggr \rangle }\\&={\Bigl \langle }p_{x}{\frac {\partial H^{\mathrm {kin} }}{\partial p_{x}}}{\Bigr \rangle }+{\Bigl \langle }p_{y}{\frac {\partial H^{\mathrm {kin} }}{\partial p_{y}}}{\Bigr \rangle }+{\Bigl \langle }p_{z}{\frac {\partial H^{\mathrm {kin} }}{\partial p_{z}}}{\Bigr \rangle }\\&=3k_{B}T\end{aligned}}}
donde la última igualdad surge de la aplicación de la fórmula de equipartición. Por lo tanto, la energía total promedio de un gas extremadamente relativista es el doble del de un caso no relativista: para N partículas es 3 N kBT.

### Gases no ideales
En un gas ideal se supone que las partículas interaccionan solo mediante choques. El teorema de equipartición puede ser utilizado para obtener la energía y presión de «gases no ideales» en los cuales las partículas también interactúan entre sí mediante fuerzas conservativas cuyo potencial U(r) depende solo de la distancia r entre las partículas.  Este escenario puede ser descripto analizando primero el caso de una sola partícula de gas, y aproximando el resto del gas por una distribución  simétrica esférica. Introduciendo el concepto de una función de distribución radial g(r) tal que la densidad de probabilidad de encontrar otra partícula a una distancia r de la partícula sea 4πr2ρ g(r), donde ρ=N/V es la  densidad promedio del gas.  De donde se deduce que la energía potencial promedio asociada a la interacción de la partícula bajo estudio con el resto del gas es:
{\displaystyle \langle h^{\mathrm {pot} }\rangle =\int _{0}^{\infty }4\pi r^{2}\rho U(r)g(r)\,dr.}
La energía potencial total promedio de un gas es por lo tanto {\displaystyle \langle H^{pot}\rangle ={\tfrac {1}{2}}N\langle h^{\mathrm {pot} }\rangle }, donde N es el número de partículas en el gas, y el factor ½ corrige el hecho que dado que la sumatoria se realiza sobre todas las partículas se cuenta cada interacción dos veces.
Sumando las energías cinética y potencial, y luego aplicando equipartición, se obtiene la  ecuación de la energía:
{\displaystyle H=\langle H^{\mathrm {kin} }\rangle +\langle H^{\mathrm {pot} }\rangle ={\frac {3}{2}}Nk_{B}T+2\pi N\rho \int _{0}^{\infty }r^{2}U(r)g(r)\,dr.}
Se puede utilizar un argumento similar, para obtener la  ecuación de la presión
{\displaystyle 3Nk_{B}T=3PV+2\pi N\rho \int _{0}^{\infty }r^{3}U'(r)g(r)\,dr.}

### Osciladores no armónicos
Un oscilador no armónico (a diferencia de un oscilador armónico simple) es aquel en el que la energía potencial no es cuadrática con la posición q (la posición generalizada que mide la desviación del sistema respecto al equilibrio). Este tipo de osciladores presentan un punto de vista complementario sobre el teorema de equipartición.  Las funciones de energía potencial del tipo indicada a continuación permiten obtener algunos ejemplos simples: 
{\displaystyle H^{\mathrm {pot} }=Cq^{s},\,}
donde C y s son constantes reales arbitrarias. En estos casos, la ley de equipartición predice que:  
{\displaystyle k_{B}T={\Bigl \langle }q{\frac {\partial H^{\mathrm {pot} }}{\partial q}}{\Bigr \rangle }=\langle q\cdot sCq^{s-1}\rangle =\langle sCq^{s}\rangle =s\langle H^{\mathrm {pot} }\rangle .}
Por lo tanto, la energía potencial promedio es kBT/s, no kBT/2 como en el caso del oscilador armónico cuadrático (donde s=2).

En forma general, una función de energía típica de un sistema unidimensional tiene una  expansión de Taylor en la variable  q:
{\displaystyle H^{\mathrm {pot} }=\sum _{n=2}^{\infty }C_{n}q^{n}}
para valores no negativos de enteros n. No existe término n=1, porque en el punto de equilibrio, no existe fuerza neta y entonces la primera derivada de la energía es cero. No es necesario incluir el término n=0, dado que la energía en la posición de equilibrio puede ser definida como cero. En este caso, la ley de equipartición predice que:
{\displaystyle k_{B}T={\Bigl \langle }q{\frac {\partial H^{\mathrm {pot} }}{\partial q}}{\Bigr \rangle }=\sum _{n=2}^{\infty }\langle q\cdot nC_{n}q^{n-1}\rangle =\sum _{n=2}^{\infty }nC_{n}\langle q^{n}\rangle .}
En contraposición con los otros ejemplos mostrados aquí, la fórmula de equipartición:
{\displaystyle \langle H^{\mathrm {pot} }\rangle ={\frac {1}{2}}k_{B}T-\sum _{n=3}^{\infty }\left({\frac {n-2}{2}}\right)C_{n}\langle q^{n}\rangle }
no permite escribir la energía potencial promedio en función de constantes conocidas.

### Movimiento browniano

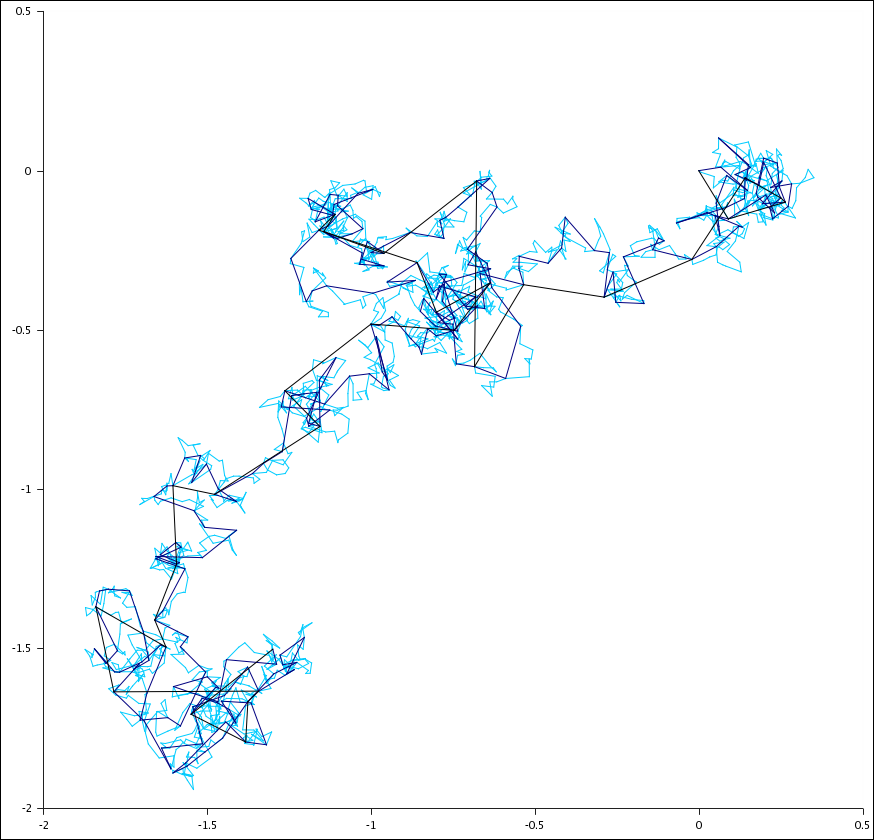
Figura 7. Típico movimiento browniano de una partícula en dos dimensiones.

El teorema de equipartición puede ser utilizado para obtener el movimiento browniano de una partícula a partir de la ecuación de Langevin.  de acuerdo con esta ecuación, el movimiento de una partícula de masa m con velocidad v está gobernado por la segunda ley de Newton:
{\displaystyle {\frac {d\mathbf {v} }{dt}}={\frac {1}{m}}\mathbf {F} =-{\frac {\mathbf {v} }{\tau }}+{\frac {1}{m}}\mathbf {F} ^{\mathrm {aleatoria} },}
donde Faleatoria es una fuerza aleatoria que representa los choques aleatorios entre la partícula y las moléculas que la rodean, y donde la constante de tiempo τ está asociada a la fuerza de arrastre que se opone al movimiento de la partícula a través de la solución. La fuerza de arrastre es escrita por lo general como: Fdrag = - γv; por lo tanto, la constante de tiempo  τ es  m/γ.
Realizando el producto escalar de esta ecuación con el vector posición r, y promediando posteriormente, resulta la ecuación:
{\displaystyle {\Bigl \langle }\mathbf {r} \cdot {\frac {d\mathbf {v} }{dt}}{\Bigr \rangle }+{\frac {1}{\tau }}\langle \mathbf {r} \cdot \mathbf {v} \rangle =0}
para el movimiento browniano (dado que la fuerza aleatoria Frnd no está correlacionada con la posición r). Utilizando identidades matemáticas resulta:
{\displaystyle {\frac {d}{dt}}\left(\mathbf {r} \cdot \mathbf {r} \right)={\frac {d}{dt}}\left(r^{2}\right)=2\left(\mathbf {r} \cdot \mathbf {v} \right)}
y
{\displaystyle {\frac {d}{dt}}\left(\mathbf {r} \cdot \mathbf {v} \right)=v^{2}+\mathbf {r} \cdot {\frac {d\mathbf {v} }{dt}},}
la ecuación básica del movimiento browniano se puede transformar en:
{\displaystyle {\frac {d^{2}}{dt^{2}}}\langle r^{2}\rangle +{\frac {1}{\tau }}{\frac {d}{dt}}\langle r^{2}\rangle =2\langle v^{2}\rangle ={\frac {6}{m}}k_{B}T,}
donde la última igualdad del teorema de equipartición para la energía cinética de traslación es:
{\displaystyle \langle H^{\mathrm {kin} }\rangle ={\Bigl \langle }{\frac {p^{2}}{2m}}{\Bigr \rangle }=\langle {\tfrac {1}{2}}mv^{2}\rangle ={\tfrac {3}{2}}k_{B}T.}
Esta ecuación diferencial para  {\displaystyle \langle r^{2}\rangle } (con apropiadas condiciones iniciales) posee una solución exacta:
{\displaystyle \langle r^{2}\rangle ={\frac {6k_{B}T\tau ^{2}}{m}}\left(e^{-t/\tau }-1+{\frac {t}{\tau }}\right).}
En escalas de tiempos relativamente cortas, con t << τ, la partícula se comporta como una partícula con movimiento libre: un desarrollo en serie de Taylor de la función exponencial, la distancia al cuadrado crece aproximadamente en forma cuadrática:
{\displaystyle \langle r^{2}\rangle \approx {\frac {3k_{B}T}{m}}t^{2}=\langle v^{2}\rangle t^{2}.}
Sin embargo, en escalas de tiempo largas, con t >> τ, los términos exponenciales y constante son despreciables, y la distancia cuadrática crece solo de manera lineal:
{\displaystyle \langle r^{2}\rangle \approx {\frac {6k_{B}T\tau }{m}}t=6\gamma k_{B}Tt.}
Esto describe la difusión de una partícula a lo largo del tiempo. Una ecuación análoga para la difusión rotacional de una molécula rígida puede obtenerse de manera similar.

### Física estelar
El teorema de equipartición y el teorema de virial han sido muy utilizados como herramientas de la astrofísica.   Por ejemplo, el teorema de virial puede ser utilizado para estimar la temperatura de una estrella o el límite de Chandrasekhar en relación con la masa de las estrellas  enanas blancas.
La temperatura promedio de una estrella puede ser estimada utilizando el teorema de equipartición.  Dado que muchas estrellas poseen simetría esférica, la energía potencial gravitatoria total se puede obtener mediante integración:
{\displaystyle H_{\mathrm {tot} }^{\mathrm {grav} }=-\int _{0}^{R}{\frac {4\pi r^{2}G}{r}}M(r)\,\rho (r)\,dr,}
donde M(r) es la masa contenida dentro del radio r y ρ(r) es la densidad estelar en el radio r; G representa la constante de la gravitación universal y R el radio total de la estrella. Si se supone que la estrella posee una densidad constante en todo punto, la integración de esta expresión arroja la fórmula:
{\displaystyle H_{\mathrm {tot} }^{\mathrm {grav} }=-{\frac {3GM^{2}}{5R}},}
donde M es la masa total de la estrella. Por lo tanto, la energía potencial promedio de una partícula unitaria es: 
{\displaystyle \langle H^{\mathrm {grav} }\rangle ={\frac {H_{\mathrm {tot} }^{\mathrm {grav} }}{N}}=-{\frac {3GM^{2}}{5RN}},}
donde N es el número de partículas en la estrella. Dado que la mayoría de las estrellas están compuestas de hidrógeno ionizado, N es aproximadamente (M/mp), donde mp es la masa de un protón. Aplicando el teorema de equipartición es posible estimar la temperatura de la estrella: 
{\displaystyle {\Bigl \langle }r{\frac {\partial H^{\mathrm {grav} }}{\partial r}}{\Bigr \rangle }=\langle -H^{\mathrm {grav} }\rangle =k_{B}T={\frac {3GM^{2}}{5RN}}.}
Substituyendo la masa y el radio del Sol se obtiene una estimación de la temperatura solar de T = 14 millones Kelvin, muy próxima a la temperatura de su núcleo que es 15 millones Kelvin. Sin embargo, el Sol es mucho más complejo que lo que se supone en este modelo — tanto su temperatura como su densidad varían fuertemente con el radio — y el pequeño error relativo de  ≈7 % es en parte casualidad.

### Formación de una estrella
Las mismas fórmulas pueden ser aplicadas para calcular las condiciones para la formación de estrellas en una nube molecular gigante.  Una fluctuación local en la densidad de tal nube puede conducir a una condición inestable en la cual la nube colapse sobre sí misma por efecto de su propia gravedad. Tal colapso ocurre cuando el teorema de equipartición — o, en forma equivalente, el teorema de virial — dejan de ser válidos cuando la energía potencial gravitatoria es más del doble de la energía cinética:
{\displaystyle {\frac {3GM^{2}}{5R}}>3Nk_{B}T}
Suponiendo una densidad constante ρ en la nube:
{\displaystyle M={\frac {4}{3}}\pi R^{3}\rho }
resulta en la mínima masa para la contracción estelar, la masa de Jeans MJ:
{\displaystyle M_{J}^{2}=\left({\frac {5k_{B}T}{Gm_{p}}}\right)^{3}\left({\frac {3}{4\pi \rho }}\right)}
Substituyendo con los valores típicamente observados en tales nubes (T=150 K, ρ = 2×10-16 g/cm³) se obtiene que la masa mínima es de unas 17 masas solares, lo cual es consistente con la información recogida mediante observación del proceso de formación de estrellas. Este efecto es conocido como la inestabilidad de Jeans, en honor al físico británico James Hopwood Jeans quién publicó este hallazgo en 1902.

## Derivaciones

### Energía cinética y la distribución de Maxwell–Boltzmann
La formulación original del teorema de equipartición establece que, en todo sistema físico en equilibrio térmico, cada partícula tiene exactamente la misma energía cinética promedio, (3/2)kBT.  Esto se puede mostrar utilizando la distribución de Maxwell-Boltzmann (ver Figura 2), que es la distribución de probabilidad:
{\displaystyle f(v)=4\pi \left({\frac {m}{2\pi k_{B}T}}\right)^{3/2}\!\!v^{2}\exp {\Bigl (}{\frac {-mv^{2}}{2k_{B}T}}{\Bigr )}}
para la velocidad de una partícula de masa m en el sistema, donde la velocidad v es la magnitud {\displaystyle {\sqrt {v_{x}^{2}+v_{y}^{2}+v_{z}^{2}}}} del vector velocidad {\displaystyle \mathbf {v} =(v_{x},v_{y},v_{z})}.
La distribución de Maxwell–Boltzmann se aplica a todo sistema compuesto de átomos, y solo supone un colectivo canónico, específicamente, que las energías cinéticas están distribuidas de acuerdo al factor de Boltzmann a una temperatura T.  La energía cinética promedio de una partícula de masa m está dada por la fórmula integral:
{\displaystyle \langle H^{\mathrm {kin} }\rangle =\langle {\tfrac {1}{2}}mv^{2}\rangle =\int _{0}^{\infty }{\tfrac {1}{2}}mv^{2}\ f(v)\ dv={\tfrac {3}{2}}k_{B}T,}
de acuerdo con lo requerido por el teorema de equipartición.

### Energías cuadráticas y la función de partición
En forma general, el teorema de equipartición indica que cualquier grado de libertad x que participa en la energía total H únicamente como un término cuadrático simple Ax2, donde A es una constante, posee una energía promedio ½kBT en equilibrio térmico. En este caso el teorema de equipartición puede obtenerse a partir de la función de partición Z(β), donde β=1/(kBT) es la temperatura inversa canónica. Si se integra sobre la variable x se obtiene el factor:
{\displaystyle Z_{x}=\int _{-\infty }^{\infty }dx\ e^{-\beta Ax^{2}}={\sqrt {\frac {\pi }{\beta A}}},}
en la fórmula de Z. La energía promedio asociada con este factor está dada por: 
{\displaystyle \langle H_{x}\rangle =-{\frac {\partial \log Z_{x}}{\partial \beta }}={\frac {1}{2\beta }}={\frac {1}{2}}k_{B}T}
como establece el teorema de equipartición.

### Demostraciones generales
La deducción del teorema general de equipartición se presenta en numerosos libros de física estadística, tanto para la colectividad microcanónica como para el colectivo canónico.
La deducción se basa en realizar promedios sobre el espacio de fase del sistema, que es una  variedad simpléctica.
Para explicar estos resultados se introduce la siguiente notación. En primer lugar, el espacio de fase es descripto mediante sus coordenadas de posición generalizadas qj junto con sus momentos conjugados pj. Las variables qj describen completamente la configuración del sistema, mientras que las variables (qj,pj) describen completamente su estado físico.
En segundo lugar, se introduce el concepto del volumen infinitesimal del espacio de fases: 
{\displaystyle d\Gamma =\prod _{i}dq_{i}dp_{i}}
y se lo utiliza para definir el volumen Γ(E, ΔE) de la porción del espacio de fase donde la energía H del sistema se encuentra entre los valores, E y E+ΔE:
{\displaystyle \Gamma (E,\Delta E)=\int _{H\in \left[E,E+\Delta E\right]}d\Gamma .}
En esta expresión, ΔE es un diferencial muy pequeño, ΔE<<E. En forma similar, se define  Σ(E) como el volumen total del espacio de fase en el cual la energía es menor que E:
{\displaystyle \Sigma (E)=\int _{H<E}d\Gamma .}
Como ΔE es muy pequeño, las siguientes integraciones son equivalentes:
{\displaystyle \int _{H\in \left[E,E+\Delta E\right]}\ldots d\Gamma =\Delta E{\frac {\partial }{\partial E}}\int _{H<E}\ldots d\Gamma ,}
De ello surge que Γ es proporcional a ΔE:
{\displaystyle \Gamma =\Delta E\ {\frac {\partial \Sigma }{\partial E}}=\Delta E\ \rho (E),}
donde ρ(E) es la densidad de estados. Utilizando las definiciones usuales de física estadística, la entropía S es kB log Σ(E), y la  temperatura T es: 
{\displaystyle {\frac {1}{T}}={\frac {\partial S}{\partial E}}=k_{b}{\frac {\partial \log \Sigma }{\partial E}}=k_{b}{\frac {1}{\Sigma }}\,{\frac {\partial \Sigma }{\partial E}}.}

#### El colectivo canónico
En el colectivo canónico, el sistema se encuentra en equilibrio térmico con un baño térmico infinito a una temperatura T (en Kelvin).  La probabilidad de cada estado en el espacio de fase está dada por su factor de Boltzmann multiplicado por un factor de normalización {\displaystyle {\mathcal {N}}}, el cual se elige de manera que la suma de las probabilidades sea uno.
{\displaystyle {\mathcal {N}}\int e^{-\beta H(p,q)}d\Gamma =1,}
donde β = 1/kBT.  Una integración por partes para una variable del espacio de fase xk (que puede ser qk o pk) entre dos límites  a y b resulta en la expresión:
{\displaystyle {\mathcal {N}}\int \left[e^{-\beta H(p,q)}x_{k}\right]_{x_{k}=a}^{x_{k}=b}d\Gamma _{k}+{\mathcal {N}}\int e^{-\beta H(p,q)}x_{k}\beta {\frac {\partial H}{\partial x_{k}}}d\Gamma =1,}
donde dΓk = dΓ/dxk, o sea la primera integración no se realiza sobre xk. El primer término es por lo general igual a cero, bien porque xk es cero en los límites o porque la energía tiende a infinito en esos límites. En este caso, el teorema de equipartición para la colectividad canónica es por lo tanto:
{\displaystyle {\mathcal {N}}\int e^{-\beta H(p,q)}x_{k}{\frac {\partial H}{\partial x_{k}}}\,d\Gamma ={\Bigl \langle }x_{k}{\frac {\partial H}{\partial x_{k}}}{\Bigr \rangle }={\frac {1}{\beta }}=k_{B}T.}
Aquí el promedio representado por {\displaystyle \langle \ldots \rangle } es el promedio del conjunto tomado sobre la colectividad canónica.

#### Lacolectividad microcanónica
En el caso de la colectividad microcanónica, el sistema está aislado del resto del universo, o por lo menos acoplado en forma muy débil con él.  Por lo tanto, su energía total es efectivamente constante; o sea se dice que la energía total H está confinada entre E y E+ΔE. Para una dada energía E y  diferencial ΔE, existe una región del espacio de fase Γ en la cual el sistema posee esta energía, y donde la probabilidad de cada estado en esa región del espacio de fase es igual, de acuerdo a la definición del colectivo microcanónico. De acuerdo con estas definiciones, el promedio de equipartición de las variables del espacio de fase xm (que puede ser tanto qko pk) y xn es: 
{\displaystyle {\begin{aligned}{\Bigl \langle }x_{m}{\frac {\partial H}{\partial x_{n}}}{\Bigr \rangle }&={\frac {1}{\Gamma }}\,\int _{H\in \left[E,E+\Delta E\right]}x_{m}{\frac {\partial H}{\partial x_{n}}}\,d\Gamma \\&={\frac {\Delta E}{\Gamma }}\,{\frac {\partial }{\partial E}}\int _{H<E}x_{m}{\frac {\partial H}{\partial x_{n}}}\,d\Gamma \\&={\frac {1}{\rho }}\,{\frac {\partial }{\partial E}}\int _{H<E}x_{m}{\frac {\partial \left(H-E\right)}{\partial x_{n}}}\,d\Gamma ,\end{aligned}}}
donde la última igualdad ha sido posible porque E es una constante que no depende de xn.  Integrando por partes se obtiene la relación:
{\displaystyle {\begin{aligned}\int _{H<E}x_{m}{\frac {\partial (H-E)}{\partial x_{n}}}\,d\Gamma &=\int _{H<E}{\frac {\partial }{\partial x_{n}}}{\bigl (}x_{m}(H-E){\bigr )}\,d\Gamma -\int _{H<E}\delta _{mn}(H-E)d\Gamma \\&=\delta _{mn}\int _{H<E}(E-H)\,d\Gamma ,\end{aligned}}}
dado que el primer término del lado derecho de la primera línea es cero (se lo puede escribir como una integral de H - E sobre la hipersuperficie donde H = E).
Substituyendo este resultado en la ecuación previa se obtiene:
{\displaystyle {\Bigl \langle }x_{m}{\frac {\partial H}{\partial x_{n}}}{\Bigr \rangle }=\delta _{mn}{\frac {1}{\rho }}\,{\frac {\partial }{\partial E}}\int _{H<E}\left(E-H\right)\,d\Gamma =\delta _{mn}{\frac {1}{\rho }}\,\int _{H<E}\,d\Gamma =\delta _{mn}{\frac {\Sigma }{\rho }}.}
Como {\displaystyle \rho ={\frac {\partial \Sigma }{\partial E}}} el teorema de equipartición es:
{\displaystyle {\Bigl \langle }x_{m}{\frac {\partial H}{\partial x_{n}}}{\Bigr \rangle }=\delta _{mn}{\Bigl (}{\frac {1}{\Sigma }}{\frac {\partial \Sigma }{\partial E}}{\Bigr )}^{-1}=\delta _{mn}{\Bigl (}{\frac {\partial \log \Sigma }{\partial E}}{\Bigr )}^{-1}=\delta _{mn}k_{B}T.}
Por lo tanto, se ha obtenido la forma general del teorema de equipartición
{\displaystyle \!{\Bigl \langle }x_{m}{\frac {\partial H}{\partial x_{n}}}{\Bigr \rangle }=\delta _{mn}k_{B}T,}
que resultó tan útil en las aplicaciones descriptas previamente.

## Limitaciones

### Requerimientos de ergodicidad
La ley de equipartición se satisface en sistemas ergódicos en equilibrio térmico, lo cual implica que todos los estados con la misma energía deben tener una igual probabilidad de ser activados.  Por lo tanto, debe ser posible intercambiar energía entre todas las formas existentes en un sistema, o con un baño térmico externo en la colectividad canónica. El número de sistemas físicos que se ha demostrado en forma rigurosa que son ergódicos es pequeño; un ejemplo famoso es el sistema de esferas duras de Yákov Sinái. Se han estudiado los requerimientos de los sistemas aislados que aseguran la ergodicidad, y por lo tanto la equipartición, estos trabajos han motivado el desarrollo de la teoría del caos de los sistemas dinámicos.  Un sistema hamiltoniano caótico no necesita ser ergódico, a pesar de que por lo general es una buena suposición.
Un contraejemplo muchas veces citado en el cual la energía no es compartida entre sus diversas formas y en el que la equipartición no funciona en la colectividad microcanónica es un sistema de osciladores armónicos acoplados.  Si el sistema está aislado del resto de su entorno, la energía en cada modo normal es constante; la energía no se transfiere entre los distintos modos. Por lo tanto, la equipartición no se satisface en dicho sistema; la cantidad de energía en cada modo normal permanece fijo en su valor inicial. Si existen términos no lineales suficientemente importantes en la función de energía, entonces la energía se transferirá entre los modos normales, dando lugar a ergodicidad y haciendo que la ley de equipartición sea válida. Sin embargo, el teorema Kolmogórov-Arnold-Moser establece que la energía no será intercambiada a menos que existan perturbaciones no lineales suficientemente potentes; si las mismas son muy pequeñas, la energía permanecerá atrapada en algunos de los modos.

### Falla debido a efectos cuánticos

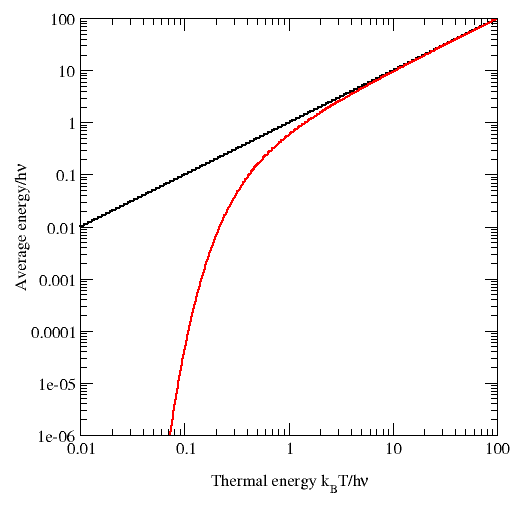
Figura 10. Diagrama de la energía promedio de un oscilador armónico cuántico (en color rojo) como función de la temperatura. A los efectos de comparar, se muestra, en color negro, el valor obtenido mediante el teorema de equipartición. A altas temperaturas, los dos coinciden casi perfectamente, pero a bajas temperaturas cuando k_{B}T << hν, el valor del sistema mecánico cuántico disminuye mucho más rápidamente. Esto resuelve el problema de la catástrofe ultravioleta: para una dada temperatura, la energía en los modos de alta frecuencia (donde hν >> k_{B}T) es prácticamente cero.

La ley de equipartición no se satisface cuando la energía térmica kBT es significativamente menor que el espaciamiento entre los niveles de energía cuántica. La equipartición no se satisface porque suponer que los niveles de energía forman un continuo no es una hipótesis suficientemente buena en estas circunstancias, lo cual era requerido en la derivaciones del teorema de equipartición (ver supra). Históricamente, las fallas del teorema de equipartición clásico para explicar los calores específicos y la radiación de cuerpo negro fueron críticas en mostrar la necesidad de contar con una nueva teoría para la materia y la radiación, es decir, la mecánica cuántica y la teoría cuántica de campos.
Como ejemplo de la falla de la equipartición analizemos la energía promedio de un oscilador armónico cuántico, que fuera analizado como el analizado previamente para el caso clásico. Sus niveles de energía cuánticos son En = nhν, donde h es la constante de Planck, ν es la frecuencia fundamental del oscilador, y n es un número entero. La probabilidad de que un dado nivel de energía esté ocupado en la colectividad canónica está dado por su factor de Boltzmann:
{\displaystyle P(E_{n})={\frac {e^{-n\beta h\nu }}{Z}},}
donde β = 1/kBT y el denominador Z es la función de partición, en este caso una serie geométrica
{\displaystyle Z=\sum _{n=0}^{\infty }e^{-n\beta h\nu }={\frac {1}{1-e^{-\beta h\nu }}}.}
Su energía promedio es: 
{\displaystyle \langle H\rangle =\sum _{n=0}^{\infty }E_{n}P(E_{n})={\frac {1}{Z}}\sum _{n=0}^{\infty }nh\nu \ e^{-n\beta h\nu }=-{\frac {1}{Z}}{\frac {\partial Z}{\partial \beta }}=-{\frac {\partial \log Z}{\partial \beta }}.}
Substituyendo la fórmula para Z se obtiene el resultado final
{\displaystyle \langle H\rangle =h\nu {\frac {e^{-\beta h\nu }}{1-e^{-\beta h\nu }}}.}
A altas temperaturas, cuando la energía térmica kBT es mucho mayor que el espaciamiento hν entre niveles de energía, el argumento exponencial βhν es mucho menor que uno y la energía promedio es kBT, lo cual está de acuerdo con el teorema de equipartición (Figura 10).  Sin embargo, a bajas temperaturas, cuando hν >> kBT, la energía promedio cae a cero — los niveles de energía de altas frecuencias están «congelados» (figura 10). Otro ejemplo es el caso de los estados electrónicos excitados de un átomo de hidrógeno que no contribuyen a su calor específico en el estado gaseos a temperatura ambiente, porque la energía térmica  kBT (aproximadamente 0,025 eV) es mucho menor que el espaciamiento entre el nivel de energía electrónico inferior y el próximo nivel de energía electrónico (aproximadamente 10 eV).  
Consideraciones similares se aplican siempre que el espaciado de los niveles de energía es mucho mayor que la energía térmica. Por ejemplo, este razonamiento fue utilizado por Albert Einstein para resolver la catástrofe ultravioleta de la radiación de cuerpo negro.  La paradoja se produce porque existe un número infinito de modos independientes en un campo electromagnético en una caja cerrada, cada uno de los cuales puede ser analizado como un oscilador armónico. Si cada modo electromagnético tuviera una energía promedio kBT, entonces la energía total contenida en la caja sería infinita.  Sin embargo, por las razones expuestas previamente, la energía promedio en los modos de altas-ω tienden a cero al tender ω a infinito; más aún, la ley de Planck de radiación de cuerpo negro, que describe la distribución experimental de la energía en los distintos modos, satisface el mismo razonamiento.
Otros efectos cuánticos más sutiles pueden dar lugar a correcciones a la equipartición, como partículas idénticas y simetrías continuas. Los efectos de partículas idénticas pueden ser dominantes a muy altas densidades y bajas temperaturas. Por ejemplo, los electrones de valencia en un metal puede tener una energía cinética promedio de unos pocos electronvoltios, lo cual normalmente correspondería a una temperatura de decenas de miles de Kelvin. En tal estado, en el que la densidad es lo suficientemente elevada para que el principio de exclusión de Pauli invalide el modelo clásico, es llamado un gas de fermión degenerado. Tales gases son importantes para entender las estructuras de las enanas blancas y estrellas de neutrones. A bajas temperaturas, se puede formar un análogo fermiónico del condensado de Bose-Einstein (en el cual una gran cantidad de partícula idénticas ocupan el nivel de energía más bajo); estos electrones superfluidos son los responsables de la superconductividad.